# Кобоз
Румунська чи молдовська кобза або кобоз, (рум. cobză, угор. koboz) — багатострунний інструмент родини лютень народного походження, популярний у леутарській музиці в самій Румунії і Республіці Молдова (вважається найстарішим інструментом акомпанементу в регіоні). Інструмент використовується також в угорських танцювальних будинках народного танцю, Táncház, (з кінця XX століття). Традиційно безладовий музичний інструмент, хоча зустрічаються і ладкові екземпляри.

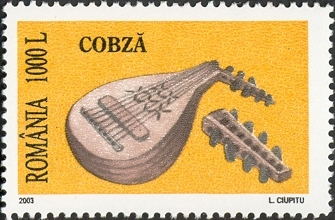
Кобза на марці Румунії.

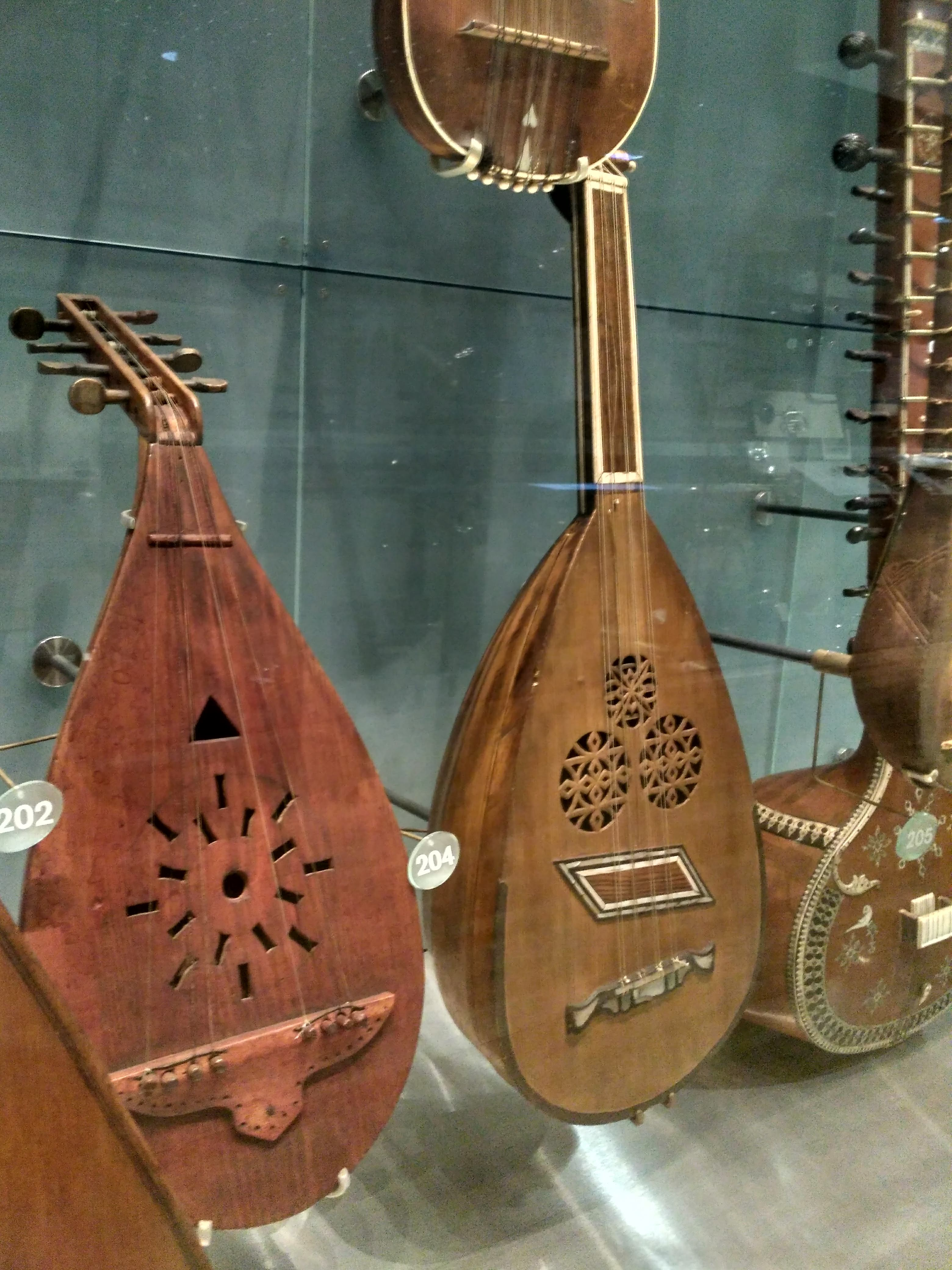
Румунська кобза із Музею Хорнімана в Лондоні, Велика Британія. Фото Джо Дусепо.

Румунська кобза відрізняється від української кобзи як за конструкцією, так і за походженням.
Вважається, що румунська кобза є місцевою адаптацією перського барбату або турецького уда, ймовірно, привезеного в цю місцевість мандрівними циганськими музикантами в XV столітті.
Назва інструмента може походити від тюркського спорідненого інструменту під назвою «копуз».
Гравця на кобзі називають кобзар (рум. cobzar) чи кобзош (угор. kobzos) .
Перша згадка слова «кобзар» як імені власного Чобош датується проміжком  між 1237–1325 роками на території графства Веспрем.
Літературні згадки про кобоз відносяться до XVII ст. і стають поширенішими з XIX століття, наприклад, згадується в багатьох тогочасних польських джерелах, описуючи його як інструмент, схожий на лютню. Про популярність інструменту того часу також свідчить твір Мартона Шепсі Чомбора під назвою Europa varietas.
Один із перших наукових описів румунської кобзи подає вже у XIX столітті угорський письменник і фольклорист Балаш Орбан. Описуючи історичну область Секеліфельд у своїй праці «Опис Секеліфельда» (1868–1873), Балаш Орбан пише наступне: «Кобза — це інструмент, схожий на гітару, з п'ятьма ребрами, коротким грифом і вісьмома струнами. Грають на ній щипком пера, замінючи в оркестрі важкі для носіння цимбали».

## Конструкція
Румунська кобза має металеві струни (хоча існують сучасні моделі з нейлоновими струнами, здебільшого в Угорщині), і має дуже короткий гриф без ладів (хоча в Республіці Молдова можна знайти новішу ладкову кобзу) з відігнутою назад голівкою. Задня дейка опукла та ребриста і, традиційно, склається з 5 ребер.
Західноєвропейські органологи розрізняють традиційний румунську кобзу, інструмент безладовий, та молдавську кобзу, розроблену за радянський часів, інструмент ладовий.
На інструменті грають як на уді — довгим тонким плектром. Традиційно, плектр виготовлявся з гусячого пір'я.
Кажуть, що на кобозі також грали в XIX столітті єврейські музиканти з регіону Молдови.
Схоже, що такого виду кобзу використовували також у різноманітних музичних ансамблях Буковини в міжвоєнний період, яку повністю замінила мандоліна та домра, коли цей район увійшов до складу Української РСР.

## Стрій
Румунський кобоз налаштовують найчастіше на ноти dd aa d'd' g'g' (хоча налаштування залежить від стилю, регіону та музики), або ще так — GG dd gg c'c'.
Ладкову молдавську кобзу лаштують як мандоліну gg d'd' a'a' e"e".